# Exército Secreto Anticomunista
Exército Secreto Anticomunista (em castelhano:  Ejército Secreto Anticomunista, ESA) foi uma organização de fachada que operou na Guatemala e El Salvador durante a Guerra Civil da Guatemala.  Como outras organizações anteriores, como a MANO e o CADEG, o ESA existiu como fachada para um programa secreto de assassinato seletivo pelos serviços de segurança guatemaltecos. A primeira documentação veio do New York Times em 4 de agosto de 1977.  O ESA tornou a sua existência mais amplamente conhecida durante a turbulência causada pela greve das tarifas de ônibus em setembro de 1978 na  Cidade da Guatemala. Em 18 de outubro de 1978, o ESA criou o primeiro de uma série de boletins públicos contendo "listas de mortes" de pessoas que a organização considerava "comunistas".  Revindicava ser independente, mas foi coordenada e composta por membros dos serviços militares e de segurança e foi supostamente dirigida pelo coronel alemão Chupina Barahona, diretor geral da Polícia Nacional (PN) de 1978 a 1982.  Muitas vezes, as listas de alvos eram fornecidas pelo ministro do Interior, Donaldo Álvarez Ruiz. 
Incidentes de alto nível oficialmente atribuídos ao ESA atingiram o pico na Guatemala entre 1978 e 1980 e foram dirigidos primeiramente a acadêmicos que estavam abertamente envolvidos com políticas progressistas.  Um desses casos incluiu o assassinato do presidente da Associação de Estudantes Universitários (AEU), Oliverio Castaneda de Leon, em 20 de outubro de 1978, que foi metralhado por homens desconhecidos a aproximadamente um quarteirão do Palácio Presidencial na Cidade da Guatemala, sem a intervenção da Policia Nacional, que se encontrava nas proximidades e estava fortemente armada. O nome de Castenada apareceu entre outros em um boletim do ESA publicado dois dias antes. Seu sucessor como presidente do AEU, Antonio Ciani Garcia de Leon, cujo nome também apareceu no mesmo boletim, foi preso em 6 de novembro de 1978 e "desapareceu".
Entre muitos incidentes específicos que ligavam o ESA aos serviços de segurança estatais, esteve a tentativa de assassinato, em 10 de junho de 1980, do líder estudantil Victor Manuel Valverth, que foi detido sob a mira de armas na Universidade de San Carlos por dois homens à paisana que afirmaram pertencer ao ESA. Valverth tentou fugir e foi baleado várias vezes, mas sobreviveu. Os assaltantes foram abordados e um foi morto quando as tropas se deslocaram para o campus para resgatar os homens mantidos pelos estudantes. Foram encontrados cartões de identificação nos dois agressores do ESA, ligando um à seção S-2 (inteligência militar) da base militar "General Aguilar Santa Maria" em Jutiapa e o outro ao Serviço Especial (Servicio Especial) da Polícia do Tesouro.
Como mecanismo para fomentar o terror e evitar a responsabilização pelo programa de assassinatos, o governo do general Fernando Romeo Lucas García realizou uma intensa campanha publicitária, na qual divulgava regularmente estatísticas à imprensa sobre assassinatos políticos e desaparecimentos de pessoas a quem rotulava explicitamente de "criminosos" e "subversivos". Porta-vozes da Polícia Nacional disseram à imprensa da Cidade da Guatemala em 1979 que o ESA havia matado 3.252 "subversivos" apenas entre janeiro e outubro daquele ano. 
Também ocorreram assassinatos políticos em El Salvador em nome do ESA durante o auge do terror interno, começando em 1980, mas aumentando por volta de 1983. Fontes sugerem que o ESA foi operado principalmente pela Polícia Nacional de Salvador e foi liderado pelo detetive Edgar Perez Linares.  Linares foi um participante importante nas operações do esquadrão da morte da Polícia Nacional, conduzidas pelo chefe de inteligência da Polícia Nacional, Aristides Marquez. Linares foi creditado por ter capturado três comandantes da guerrilha esquerdista e os transformar em um trio de assassinos conhecidos como "anjinhos", que assassinaram sistematicamente guerrilheiros e colaboradores clandestinos e foram fundamentais para romper a infraestrutura urbana do FMLN. Houve conexões entre os militares e a extrema-direita da Guatemala e de El Salvador e a certa altura o chefe da Polícia Nacional de El Salvador, coronel Reynaldo Lopez Nuila, e o diretor da academia de polícia salvadorenha visitaram a Guatemala em busca de conselhos de contra-insurgência e estabeleceram ligações dentro da serviços de segurança. 
Não está claro se o ESA foi controlado por operadores estatais ou estava funcionando como uma organização paramilitar independente após o fim do regime militar na Guatemala em 1986. O ESA ressurgiu em 1988 na Guatemala durante uma nova onda de assassinatos e desaparecimentos. O último ataque conhecido do ESA na Guatemala ocorreu em 28 de dezembro de 1989. 